# Route 205 (Nouvelle-Écosse)
Pour les articles homonymes, voir Route 205.
La route 205 est une route secondaire de la Nouvelle-Écosse d'orientation est-ouest située dans le centre de l'île du Cap-Breton, desservant la ville de Baddeck. Elle agit comme titre de route alternative à la Route Transcanadienne, la route 105 sur l'île du Cap-Breton. De plus, elle mesure 9 kilomètres, et est une route pavée sur toute sa longueur.

## Tracé
La 205 débute à la sortie numéro 8 de la route 105, une intersection à niveau, tout juste à l'ouest de Baddeck. Elle devient ensuite la rue principale de la ville en étant nommée Chebucto St., puis elle suit de très près la rive de la baie de Baddeck, Baddeck Bay en anglais. Elle rejoint ensuite les communautés de Crescent Cove et de MacAulays Hill, en suivant la route 105, juste au sud de cette dernière. Elle se termine finalement à nouveau sur la 105, à sa sortie 10.

## Intersections principales
| Route 205                |                |    |                                                                     |                                                |
| Comté                    | Location       | km | Intersection/Destinations                                           | Notes                                          |
| Comté de Victoria        | Baddeck        | 0  | R-105, Port Hawkesbury, Canso Causeway, Sydney                      | extrémité ouest de la 205; sortie* 8 de la 105 |
| Comté de Victoria        | Baddeck        | 2  | Margaree Rd., vers sortie 9 de la 105, Baddeck Bridge, Fort Baddeck |                                                |
| Comté de Victoria        | MacAulays Hill | 9  | R-105, Sydney, Port Hawkesbury, Chéticamp                           | extrémité est de la 205; sortie* 10 de la 105  |
| *: intersection à niveau |                |    |                                                                     |                                                |